# Русско-турецкая война (1828—1829)
Ру́сско-туре́цкая война́ 1828—1829 годо́в — военный конфликт между Российской и Османской империями, начавшийся в апреле 1828 года.
В более широком контексте эта война стала следствием борьбы за сферы влияния между великими державами, вызванной греческой войной за независимость (1821—1832) от Османской империи. В ходе войны русские войска совершили ряд успешных наступательных операций в Болгарии, Закавказье и на северо-востоке Анатолии, после чего Порта была вынуждена запросить мир.

## Предыстория конфликта
Грекам Пелопоннеса, восставшим против османского господства весной 1821 года, помогали Франция и Англия; Россия при Александре I занимала позицию невмешательства, но была в союзе с первыми по договорённостям Аахенского конгресса (см. Священный союз).
С воцарением Николая I, позиция Петербурга по греческому вопросу стала меняться; но между бывшими союзниками начались распри по поводу раздела владений Османской империи; воспользовавшись этим, Порта объявила себя свободной от договорённостей с Россией, в том числе отказалась от Аккерманской конвенции 1826 года и выслала русских подданных из своих владений. Порта приглашала Персию продолжать войну с Россией и запретила русским судам вход в Босфор.
Россия стремилась добиться не только подтверждения условий Бухарестского мира и Аккерманской конвенции, но и расширить свое присутствие в Причерноморье и на Кавказе, а также укрепить влияние на Балканах. Конечной целью ставилось нанесение решающего поражения противнику и принуждение Турции к миру на условиях России.
Султан Махмуд II старался придать войне религиозный характер; желая стать во главе войска на защиту ислама, он перенёс свою столицу в Адрианополь и приказал укрепить дунайские крепости. Ввиду таких действий Порты, император Николай I 14 (26) апреля 1828 года объявил туркам войну, и приказал своим войскам, стоявшим до тех пор в Бессарабии, вступить в османские владения.

## Общая ситуация и планы сторон

### На Балканах
Основным театром военных действий как и в шести предыдущих русско-турецких войнах были Балканы. Русская армия традиционно планировала перейти Дунай, продвигаясь близко к побережью Чёрного моря, чтобы не провоцировать Австрию на враждебные действия, форсировать Балканский хребет и, что было новым, выйти к Адрианополю и Константинополю. Силами флота планировалось блокировать Черноморские проливы и Константинополь как со стороны Чёрного, так и со стороны Эгейского морей.
Турция выбрала на Балканах оборонительную стратегию, рассчитывая задействовать силы своей новой регулярной армии для сдерживания наступления русских войск в низовьях Дуная с опорой на стратегический четырёхугольник крепостей Силистрия — Шумла — Варна — Рущук.

### В Закавказье
Русско-турецкая граница проходила от Поти вдоль реки Риони, и далее по Сурамским горам до Месхийских озёр к ущелью реки Арпа-Чай. Владея крепостями Анапа, Ахалцихе, Батум, Карс, а также различными фортами, турки считали свою границу неприступной. Ими планировалось по возможности перейти в наступление на Эривань и, в случае успеха, вторгнуться в Грузию.
В Закавказье у России было несколько основных стратегических целей: первая заключалась в изгнании турок с побережья Кавказа (включая крепости Анапа, Поти и Батум) и пресечение их связей с мятежными горцами Кавказа, вторая — овладение княжеством и крепостью Ахалцихе.

## Соотношение сил

### На Балканах
Россия располагала 95-тысячной Дунайской армией под командованием П. Х. Витгенштейна. Им противостояли турецкая армия общей численностью до 150 тысяч человек. Из флота сохранились только 10 судов, стоявших в Босфоре.

### В Закавказье
Состав турецкой армии на начало войны: гарнизоны Батум — 2000 чел., Поти — 2000 чел., Анапа — 5000 чел., Ахалцихе — 10 000 чел., Ацхур — 1000 чел., Ахалкалаки — 1000 чел, Баязет — 2000 чел. В Эрзеруме и Карсе дислоцировалось около 40 000 чел. Для обороны города Ван были мобилизованы около 5000 чел. Общая численность войск составила 50 тысяч. Также турки располагали значительным количеством орудий, однако часть из них была сильно устаревшей, и имелся сильно ограниченный запас пороха к ним.
В Закавказье Россия обладала 25-тысячным Отдельным Кавказским корпусом под командованием генерала И. Ф. Паскевича. Состав сил был следующим: 51 батальон пехоты, 11 эскадронов кавалерии, 17 казачьих полков, 154 орудия, всего — 60 000 человек. Непосредственно в активных боевых действиях предполагалось участие 36 батальонов пехоты, 8 эскадронов, 13 казачьих полков и 112 орудий.
| Направление                      | Командующий              | Состав сил и средств                                                      |
| -------------------------------- | ------------------------ | ------------------------------------------------------------------------- |
| Джульфа (Персидское направление) | Генерал Н. П. Панкратьев | 6 батальонов пехоты, 2 казачьих полка, 16 орудий                          |
| Эривань (Баязетское направление) | Генерал А. Г. Чавчавадзе | 6 батальонов пехоты, 1 казачий полк, 10 орудий                            |
| Боржом (Куринское ущелье)        | Генерал П. В. Попов      | 2 батальона пехоты, 2 казачьих полка, 4 орудия                            |
| Кутаиси (направление Гурия)      | Генерал К. Ф. Гессе      | 8 батальонов пехоты, 1 казачий полк, 14 орудий                            |
| Гюмри (позднее — Александрополь) | Генерал И. Ф. Паскевич   | 15 батальонов пехоты, 8 эскадронов кавалерии, 7 казачьих полка, 68 орудий |

## Военные действия в 1828 году

### На Балканах

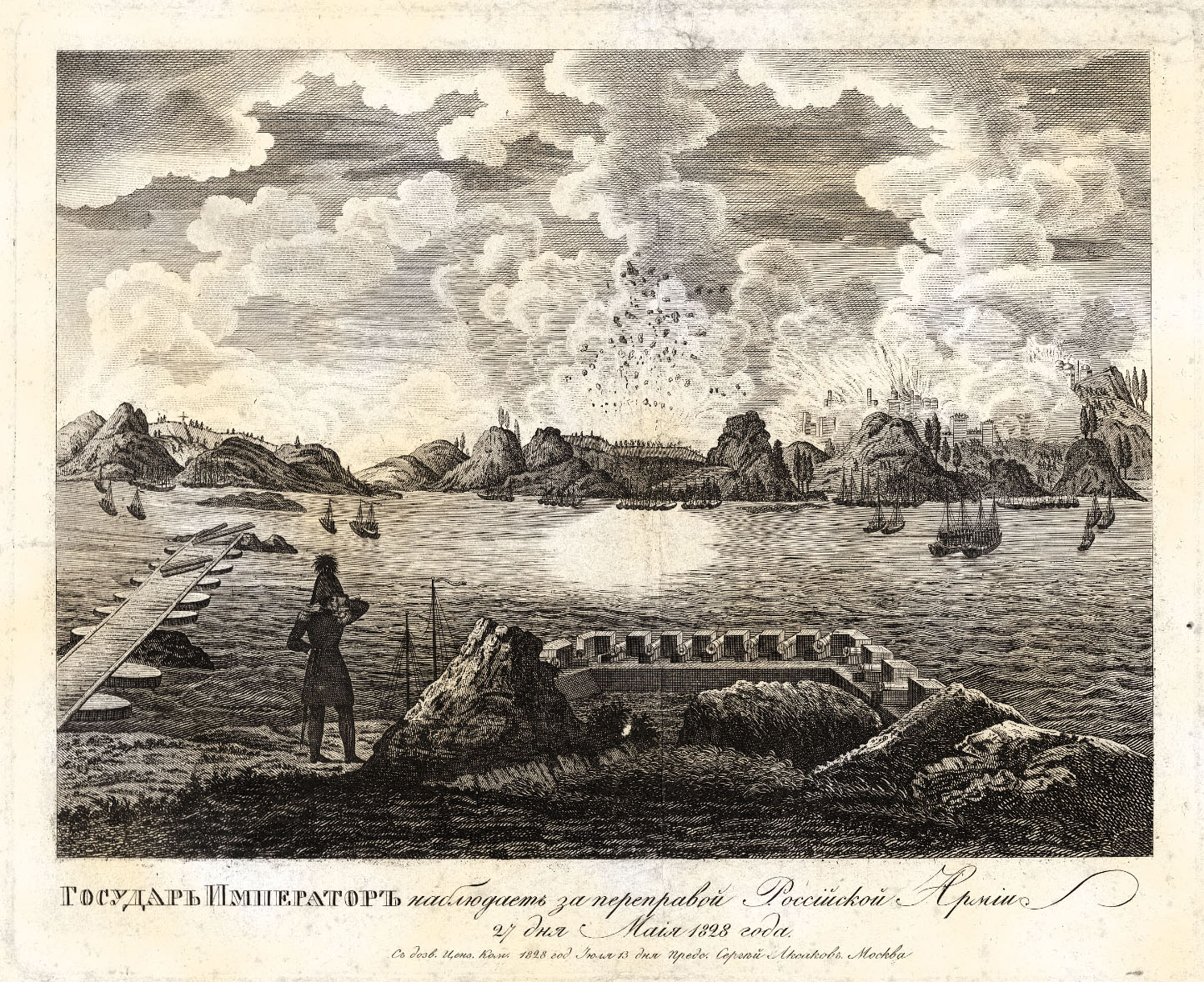
Император Николай I наблюдает за переправой российской армии через Дунай 27 мая 1828 года

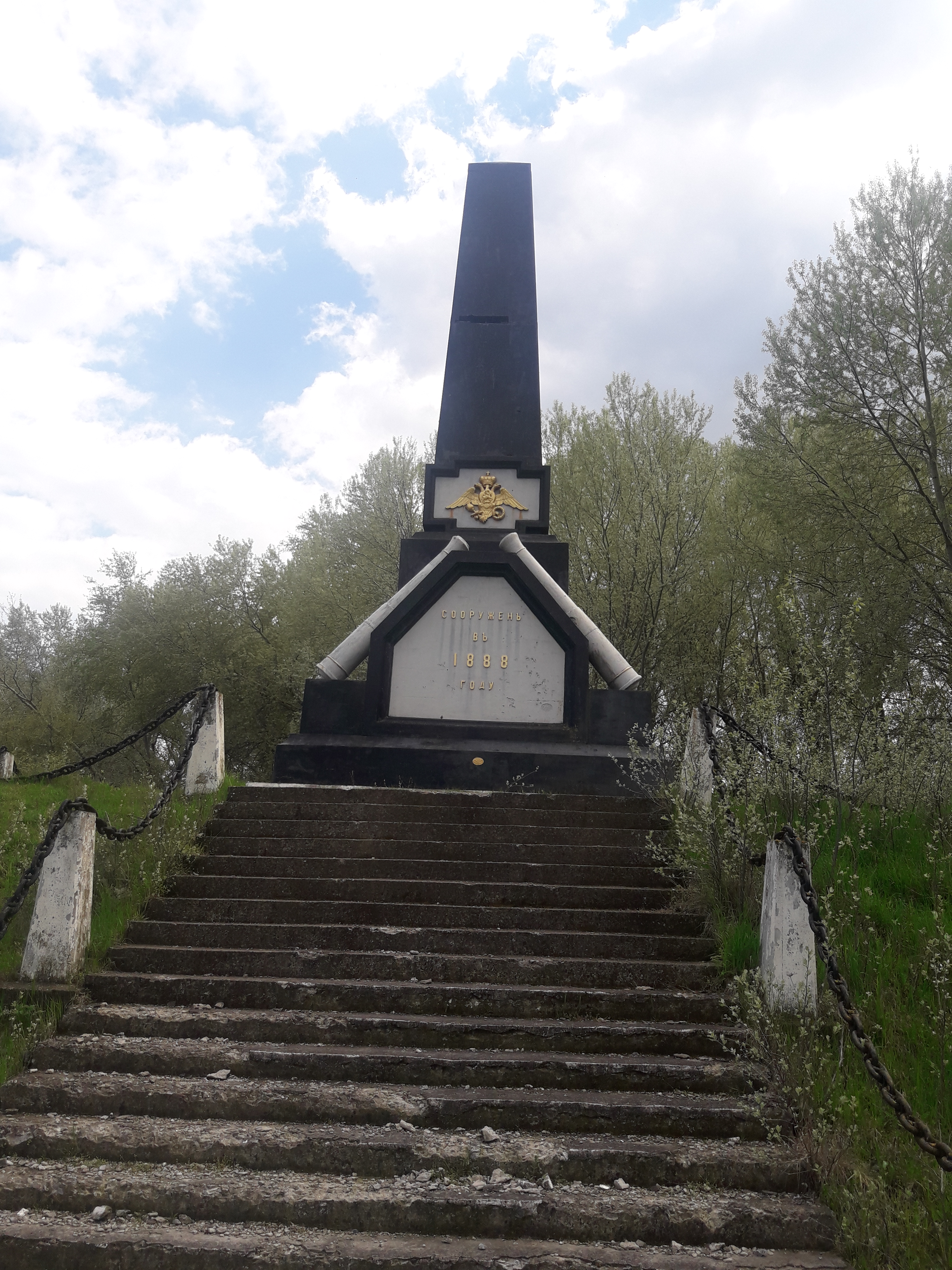
Памятник 1888 года в селе Сатуново (сейчас Новосельское) в честь переправы через Дунай

Перед Дунайской армией была поставлена задача занять Молдову, Валахию и Добруджу, а также овладеть Шумлой и Варной.
Базисом действий Витгенштейна избрана была Бессарабия; княжества же (сильно истощённые турецким хозяйничаньем и засухой 1827 года) полагалось занять лишь для восстановления в них порядка и защиты от неприятельского вторжения, а также для охраны правого крыла армии на случай вмешательства Австрии. Витгенштейн, переправясь через Нижний Дунай, должен был двинуться на Варну и Шумлу, перейти Балканы и наступать к Константинополю. Особый отряд должен был произвести десант у Анапы и по овладении ею присоединиться к главным силам.
25 апреля 6-й пехотный корпус вступил в княжества, и авангард его под начальством генерала Ф. К. Гейсмара направился в Малую Валахию. 1 мая 7-й пехотный корпус обложил крепость Браилов (ныне Брэила). 3-й пехотный корпус должен был переправиться через Дунай между Измаилом и Рени, у деревни Сатунов, но устройство гати чрез затопленную водой низину потребовало около месяца времени, в течение которого турки укрепили правый берег против места переправы, расположив на своей позиции до 10 тыс. войск.
27 мая утром началась в присутствии государя переправа русских войск на судах и лодках. Несмотря на жестокий огонь, они достигли правого берега, и когда передовые турецкие окопы были взяты, то из остальных неприятель бежал. 30 мая сдалась крепость Исакча. Отделив отряды для обложения Мэчина, Гирсова и Тульчи, главные силы 3-го корпуса 6 июня дошли до Карасу, авангард же их под начальством генерала Фёдора Ридигера обложил Кюстенджи.

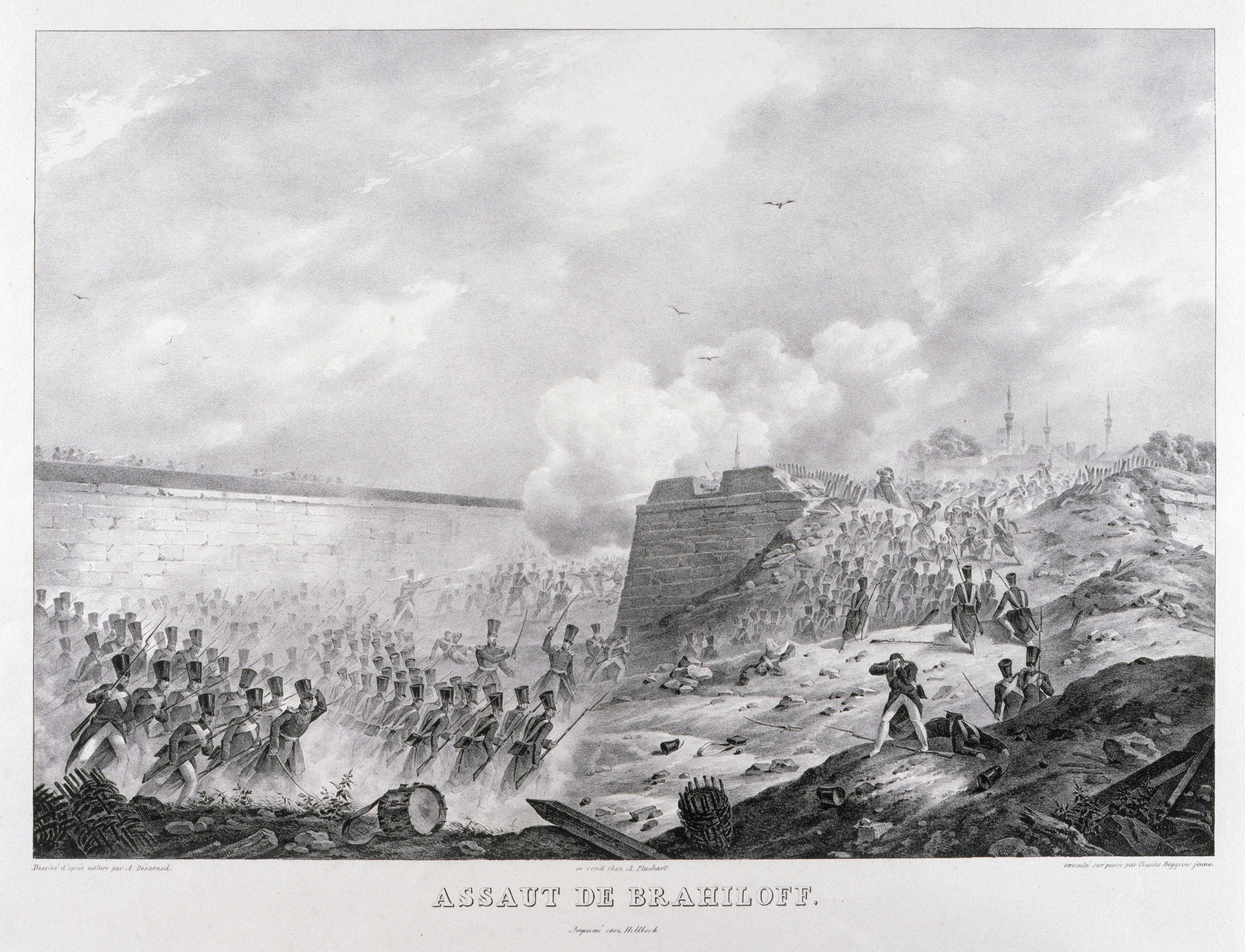
Штурм русскими войсками Браилова

Осада Браилова быстро подвигалась вперёд, и начальник осадных войск, великий князь Михаил Павлович, спеша покончить с этим делом, чтобы 7-й корпус мог присоединиться к 3-му, решился 3 июня штурмовать крепость. Штурм был отбит, но когда через 3 дня после того последовала сдача Мачина, то комендант Браилова, видя себя отрезанным и лишившись надежды на помощь, тоже сдался (7 июня).
Одновременно состоялась и морская экспедиция к Анапе Черноморской эскадры вице-адмирала А. С. Грейга. У Карасу 3-й корпус простоял целых 17 дней, так как за выделением гарнизонов в занятые крепости, а также других отрядов, в нём оставалось не более 20 тысяч. Только с присоединением некоторых частей 7-го корпуса и с прибытием 4-го резервного кавалерийского корпуса главные силы армии достигли бы 60 тыс.; но и этого не признавали достаточным для решительных действий, и в начале июня приказано было выступить из Малороссии на Дунай 2-му пехотному корпусу (около 30 тыс.). Кроме того, уже находились на пути к театру войны гвардейские полки (до 25 тыс.).
После падения Браилова 7-й корпус был направлен на соединение с 3-м. Генералу Л. О. Роту с двумя пехотными и одной конной бригадами приказано обложить Силистрию. Генералу Н. М. Бороздину с шестью пехотными и четырьмя конными полками — охранять Валахию. Ещё до выполнения всех этих распоряжений 3-й корпус двинулся на Базарджик (ныне Добрич), у которого, по полученным сведениям, собирались значительные турецкие силы.
25 июня Базарджик был занят, а затем разбит 8-тысячный османский конный отряд, после чего выдвинуты два авангарда: Ф. В. Ридигера — к Козлудже и генерал-лейтенанта графа П. П. Сухтелена — к Варне, к которой направлен тоже отряд генерал-лейтенанта А. К. Ушакова из Тульчи. В первых числах июля к 3-му корпусу присоединился 7-й; но и соединённые силы их не превышали 40 тыс.; на содействие флота, стоявшего у Анапы, ещё нельзя было рассчитывать; осадные парки частью находились у названной крепости, частью тянулись от Браилова.
Между тем гарнизоны Шумлы и Варны постепенно усиливались. Авангард Ридигера был постоянно тревожим турками, старавшимися прервать его сообщения с главными силами. Исходя из сложившейся обстановки, Витгенштейн решил ограничиться относительно Варны одним наблюдением (для чего назначен отряд Ушакова), с главными же силами двинуться к Шумле, постараться выманить сераскира из укреплённого лагеря и, разбив его, перейти к осаде Варны.

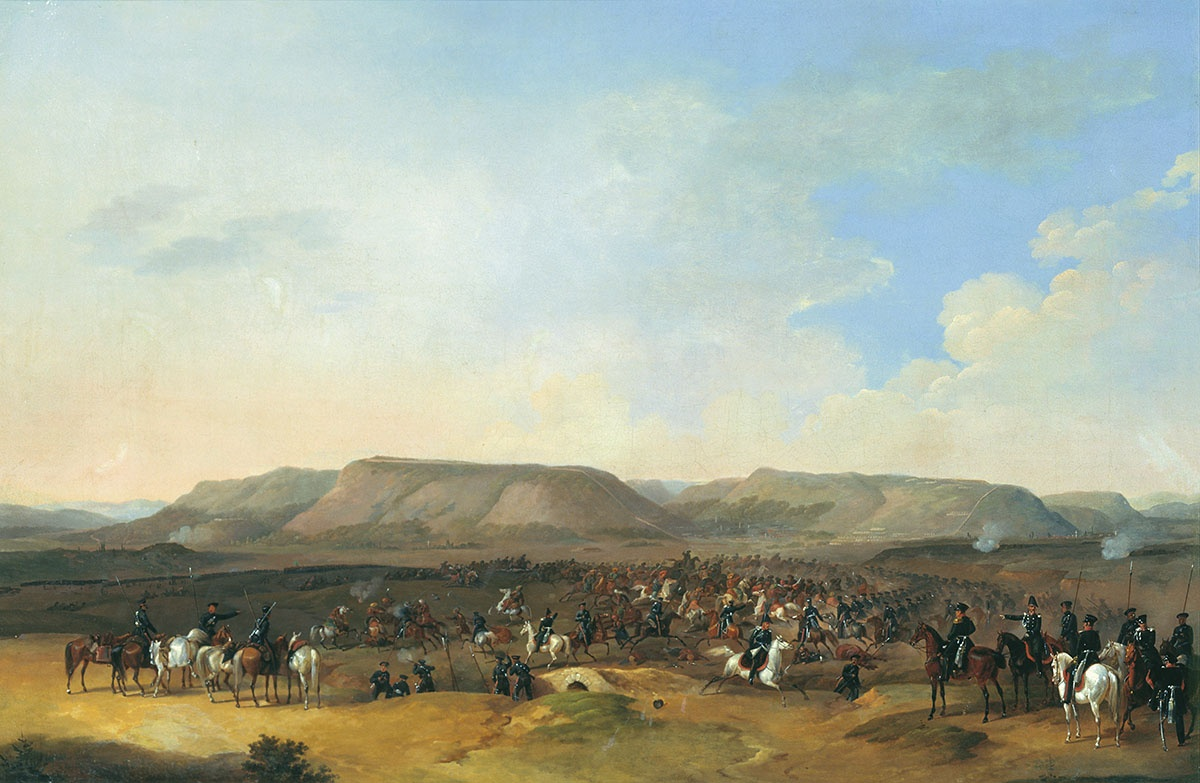
Б. П. Виллевальде. Сражение при Шумле

Главные силы русской армии во главе с императором двинулись к Шумле. 8 июля у реки Буланлык турецкий авангард, численностью 15 000 человек, атаковал русские войска, но был отбит и бежал в Шумлу. Турецкий сераскер не решился выйти из крепости, что сорвало русский план разбить турок в поле. Русское командование не решилось штурмовать крепость, имея 30 000 против 40 000 турок. Было принято решение блокировать Шумлу главными силами, отправив отдельные отряды для осады Силистрии и Варны. Русские войска укрепились на позициях с восточной стороны от крепости, чтобы прервать возможность сообщений турок с Варной.
Тем временем 12 июня русская армия взяла Анапу, после чего флот прибыл к Коварне и, высадив находившиеся на судах войска, направился к Варне, против которой и остановился. Начальник десантных войск князь Александр Меншиков, присоединив к себе отряд Ушакова, 22 июля тоже подошёл к названной крепости, обложил её с севера, а 6 августа начал осадные работы. Отряд генерала Рота, стоявший у Силистрии, не мог ничего предпринять по недостаточности сил и неимению осадной артиллерии. Под Шумлой дела тоже не подвигались, и хотя предпринятые 14 и 25 августа атаки турок были отражены, но это не повело ни к каким результатам. Граф Витгенштейн хотел уже отступить к Ени-Базару, однако император Николай I, находившийся при армии, воспротивился этому.
Вообще, к концу августа обстоятельства на европейском театре войны сложились для русских весьма неблагоприятно: осада Варны по слабости у ней сил не обещала успеха; в войсках, стоявших под Шумлой, свирепствовали болезни, а лошади массами падали от бескормицы. Между тем активность турецких партизан все увеличивалась.
В это же время, по прибытии в Шумлу новых подкреплений, турки напали на городок Праводы, занятый отрядом генерал-адъютанта А. Х. Бенкендорфа, однако, были отбиты. Генерал Л. О. Рот едва удерживал свои позиции у Силистрии, гарнизон которой тоже получил подкрепления. Генерал Корнилов, наблюдавший за Журжей, должен был отбиваться от нападений оттуда и из Рущука, где силы противника тоже возросли. Слабый отряд генерала Ф. К. Гейсмара (ок. 6 тыс.) хотя держался на своей позиции между Калафатом и Крайовой, но не мог препятствовать турецким отрядам вторгаться в северо-западную часть Малой Валахии.
Турки, сосредоточив более 25 тысяч у Видина и Калафата, усилили гарнизоны Рахова и Никопола. Таким образом, неприятель везде имел перевес в силах, однако не воспользовался этим. Между тем, в середине августа к Нижнему Дунаю начал подходить гвардейский корпус, а за ним следовал 2-й пехотный. Последнему было приказано сменить у Силистрии отряд Рота, который затем притянут под Шумлу. Гвардия же была направлена к Варне. Для выручки этой крепости прибыл от реки Камчик 30 тысячный турецкий корпус Омер-паши Вриони. Последовало несколько безрезультатных атак с той и другой стороны, а когда 29 сентября Варна сдалась, то Омер стал поспешно отступать, преследуемый отрядом принца Евгения Вюртембергского, и направился к Айдосу, куда ещё ранее отошли войска визиря.

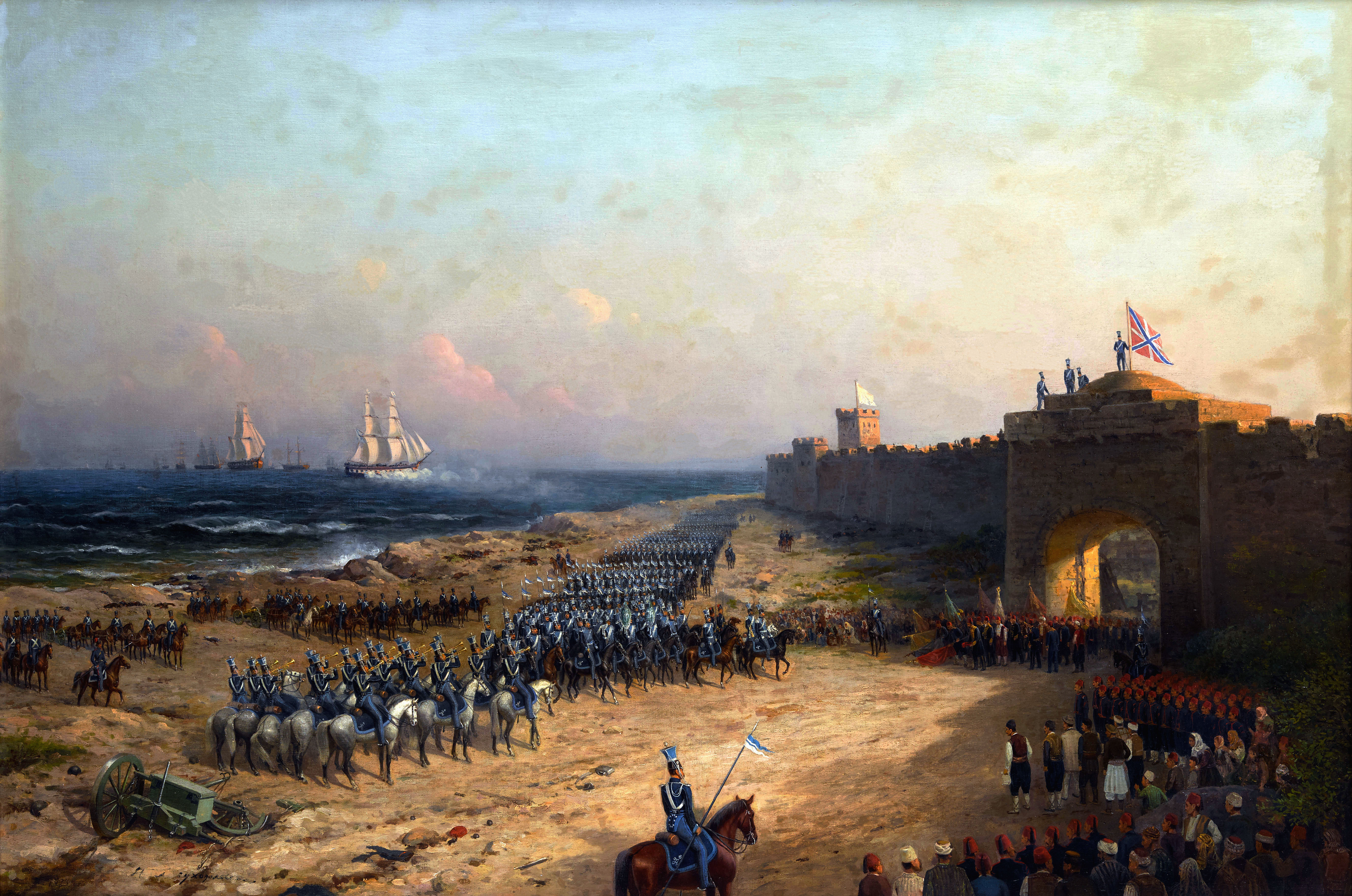
Пётр Суходольский. Взятие турецкой крепости

Между тем граф Витгенштейн продолжал стоять под Шумлой; войск у него, за выделением подкреплений к Варне и в другие отряды, оставалось всего около 15 тыс. В 20-х числах сентября к нему подошёл 6-й корпус. Силистрия продолжала держаться, так как 2-й корпус, не имея осадной артиллерии, не мог приступать к решительным действиям.
Тем временем турки продолжали угрожать Малой Валахии; но блистательная победа, одержанная под командованием Ф. К. Гейсмара у села Боелешти, положила конец их попыткам. После падения Варны конечной целью кампании 1828 года поставлено было покорение Силистрии, и к ней направлен 3-й корпус. Прочие находившиеся под Шумлой войска должны были расположиться на зимовку в занятой части страны; гвардия же возвращалась в Россию. Однако и предприятие против Силистрии по оказавшемуся недостатку снарядов в осадной артиллерии не осуществилось, и крепость подверглась лишь 2-дневному бомбардированию.
По отступлении русских войск от Шумлы визирь задумал опять овладеть Варной и 8 ноября двинулся к Праводам, но, встретив отпор занимавшего город отряда, вернулся в Шумлу. В январе 1829 года сильный турецкий отряд произвёл набег в тыл расположения 6 корпуса, овладел Козлуджей и атаковал Базарджик, но там потерпел неудачу; а вслед за тем русские войска выбили турок из Козлуджи; в том же месяце взята была крепость Турно. Остальная часть зимы прошла спокойно.
По итогу года, русские войска не добились значимого успеха, армия стояла у крепостей Рущук, Силистрия, Шумла, при этом, понеся значительные потери.

### В Закавказье

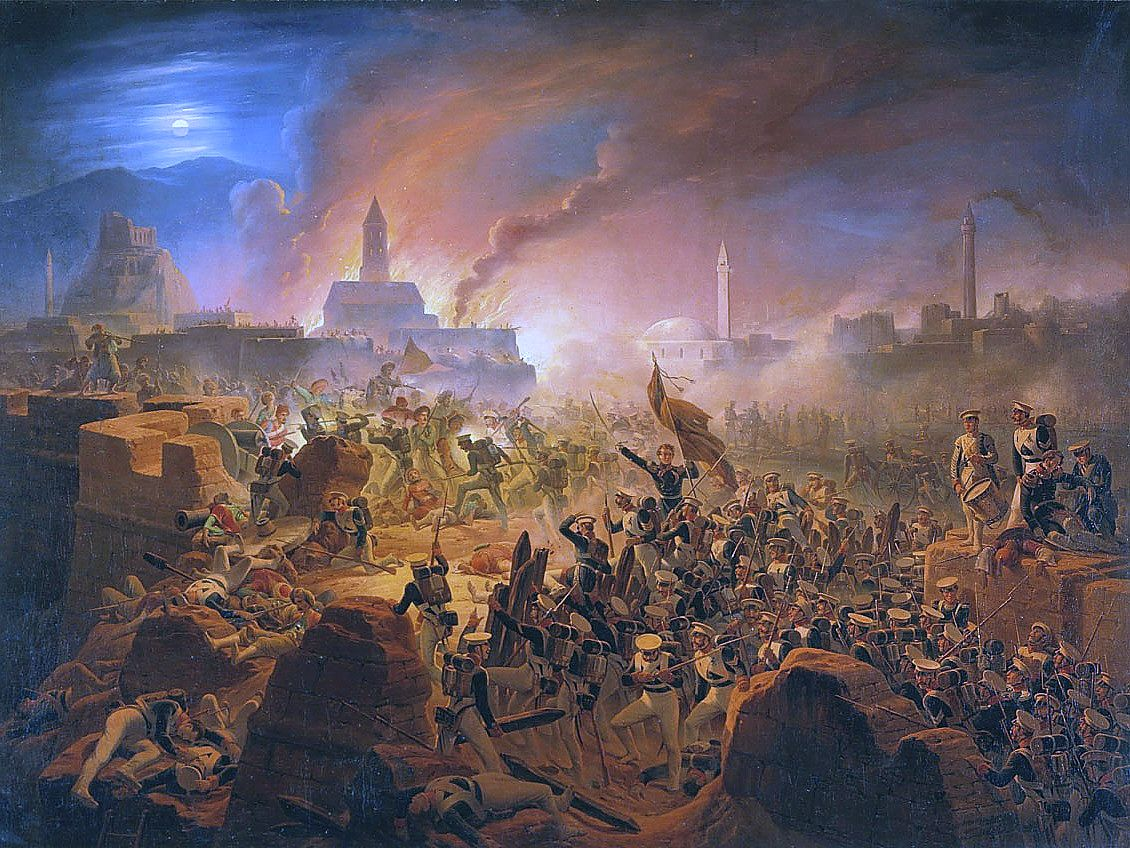
Штурм крепости Ахалцихе. 15 августа 1828 года.

Бои на Кавказском фронте начались несколько позже. Уже в мае, силами русской эскадры Черноморского флота под командованием адмирала А. С. Грейга, и сухопутных частей Кавказской армии, была взята Анапа. Эта победа позволила прикрыть тыл русской армии.
Основной удар Паскевич планировал нанести по Карсу — первоклассной крепости в форме неправильного многоугольника, окружённой двойной высокой стеной. Взятие этой цитадели позволило бы отрезать турецкие силы от их основной базы снабжения — крепости Эрзерум. 14 июня русские войска пересекли реку Арпа-Чай и обошли Карс с юга. Уже через 3 дня Кавказской армии удалось перекрыть стратегически-важную дорогу Эрзерум — Карс.
На следующий день начался артиллерийский обстрел крепости Карс. Часть турецкого гарнизона (несколько тысяч человек во главе с командующим), сдались уже 23 июня, сразу же после захвата русскими частями восточных пригородов. Русские войска также овладели 150 турецкими орудиями.
Дальнейшие планы русских и турок расходились. По замыслу турецкой стороны, следующей целью Кавказской армии должен был стать Эрзерум, и они концентрировали силы в районе Саганлугского хребта (по дороге в город) для атаки русских, однако Паскевич принял иное решение — идти в другом направлении, по высокогорью Акбаба, на востоке озера Чилдир, и захватить Ахалцихе.
Оставив 6 батальонов с артиллерией для защиты Карса, Кавказская армия, преодолев более 130 километров, уже 25 июля начала штурм Ахалкалаки, где столкнулась с серьёзным сопротивлением защищавшего её гарнизона. В итоге, потери турок составили более 70 % личного состава. В начале августа Паскевич подошёл к Ахалцихе. К тому времени, части русской армии под командованием генерала Гессе, уже взяли Хертвис и Поти. Россия устанавливала прямую связь Закавказья с портами Крыма.
Турки начали стягивать войска под командованием Кёзе Мехмета к Ахалцихе, готовясь к масштабному сражению. Всего у них было 35 000 человек при нескольких десятках орудий. Численность армии Паскевича на данном участке (включая подошедшее подкрепление из Тифлиса) составляла 10 500 человек при 30-40 орудиях.
7 августа частям Кавказской армии удалось отрезать турок от ещё одной базы снабжения — войска Паскевича перерезали Ардаганскую дорогу, одновременно с этим начался штурм турецких позиций. Не выдержав натиска, турецкие силы в количестве около 5000 человек отступили в крепость, а более 6000 погибло в самом сражении при её обороне. Через неделю, 14 августа, русские войска вступили в город, где завязались ожесточённые уличные бои. Продержавшись трое суток, турки капитулировали. Однако они смогли договориться о выводе из города 4000 человек оставшихся в живых. Кавказской армии досталось огромное количество продовольствия и скота.
Следом, без боя пала крепость Ацхур, а оставленные Паскевичем для обороны Карса части под командованием генерал-майора Берхмана, захватили Ардаган. Подкрепление под командованием генерала Чавчавадзе совместно с армянскими добровольческими отрядами, подошедшие из Эривани через Агры-Даг, овладели крепостью Баязет, Диадином и Алашкертом, тем самым, была перерезана ещё одна важная транспортная артерия Эрзерум — Тебриз. К осени, части Кавказской армии стояли в 60-ти километрах от Эрзерума.
С наступлением зимы, боевые действия полностью прекратились в виду истощения людских и материальных ресурсов, множества болезней и трудности подвоза фуража. Кавказское командование устраивало, на каких позициях остановилась русская армия.

## Военные действия в 1829 году
В течение зимы обе стороны деятельно готовились к возобновлению военных действий. К концу апреля 1829 года Порта успела довести свои силы на европейском театре войны до 150 тысяч и, кроме того, могла рассчитывать на 40-тысячное албанское ополчение, собранное скутарийским пашей Мустафой. Этим силам русские могли противопоставить не более 100 тысяч.
В Азии турки имели до 100 000 войска против 20 000 Паскевича. Только русский черноморский флот (около 60 судов разного ранга) имел решительное превосходство над турецким, а в Архипелаге (Эгейском море) крейсировала ещё эскадра графа Гейдена (35 судов).

### На Балканах
Назначенный на место Витгенштейна главнокомандующим, граф И. И. Дибич деятельно принялся за пополнение армии и за устройство её хозяйственной части. Задавшись целью перейти Балканы, он для обеспечения войск довольствием по ту сторону гор обратился к содействию флота и просил адмирала А. С. Грейга овладеть какой-либо гаванью, удобной для доставки припасов. Выбор пал на Созополь (турецкий Сизеболу, ныне Созопол), который по взятии его был занят 3-тысячным русским гарнизоном. Предпринятая турками в конце марта попытка снова овладеть этим городом не имела успеха, а затем они ограничились блокадой его с сухого пути.

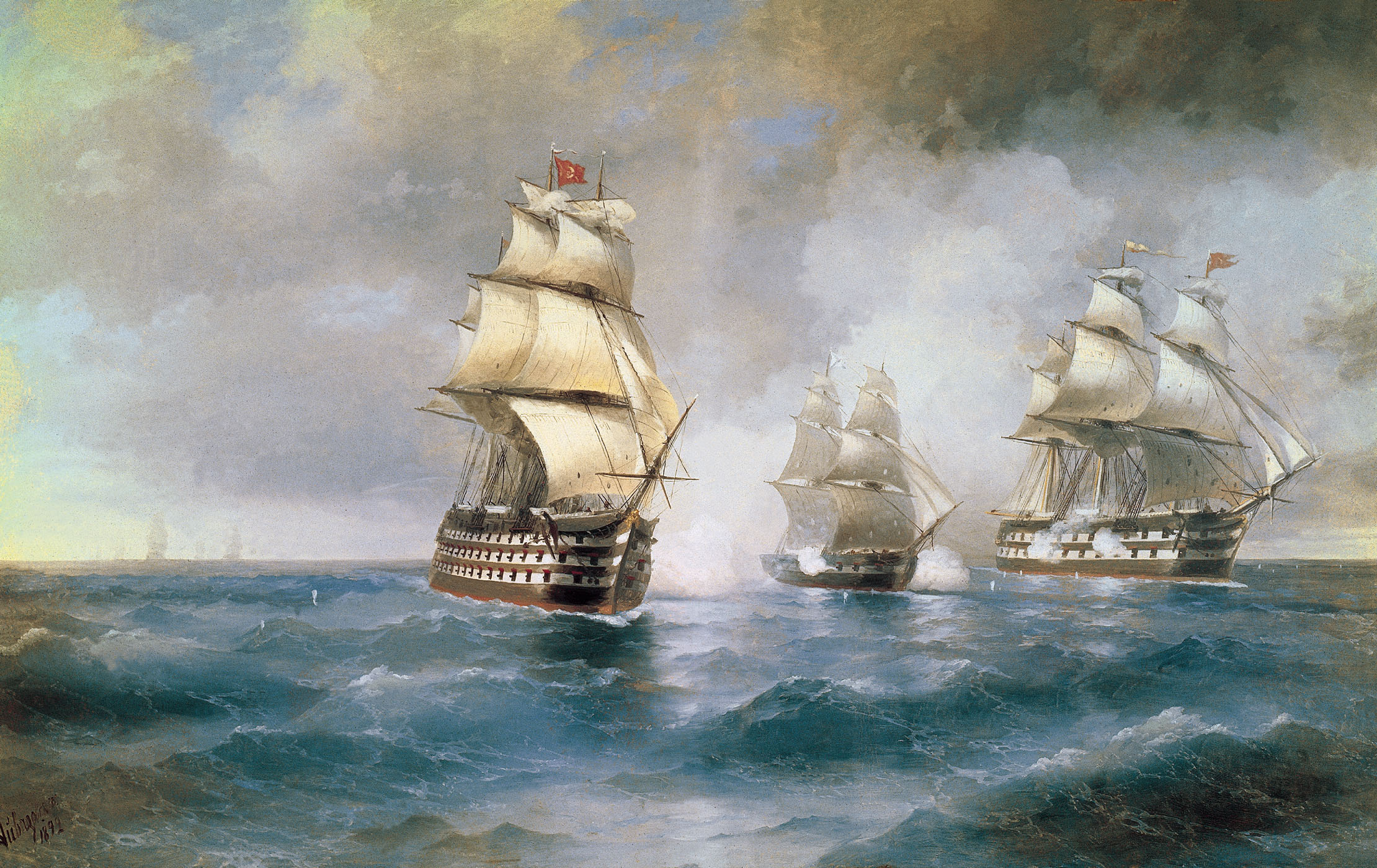
И. К. Айвазовский. Бриг «Меркурий», атакованный двумя турецкими кораблями. 1892. Холст, масло. 212 × 339 см.

Что касается османского флота, то он в начале мая вышел из Босфора, однако, держался ближе к своим берегам. При этом два русских дозорных военных судна в безветрии были нечаянно им окружены. Из них одно (36-пушечный фрегат «Рафаил») 11 мая 1829 года сдалось, а другое, бриг «Меркурий» под начальством А. И. Казарского, 14 мая 1829 года успел отбиться от преследовавших его неприятельских кораблей и уйти.
В конце мая эскадры А. С. Грейга со стороны Чёрного и Л. П. Гейдена со стороны Средиземного моря приступили к блокаде проливов и прервали всякие подвозы морем к Константинополю. Между тем Дибич для обеспечения своего тыла перед движением за Балканы решил прежде всего овладеть Силистрией. Позднее наступление весны задержало его, так что только в конце апреля он мог переправить за Дунай потребные для того силы. 7 мая начались осадные работы, а 9 перешли на правый берег новые войска, доведшие силы осадного корпуса до 30 тыс.

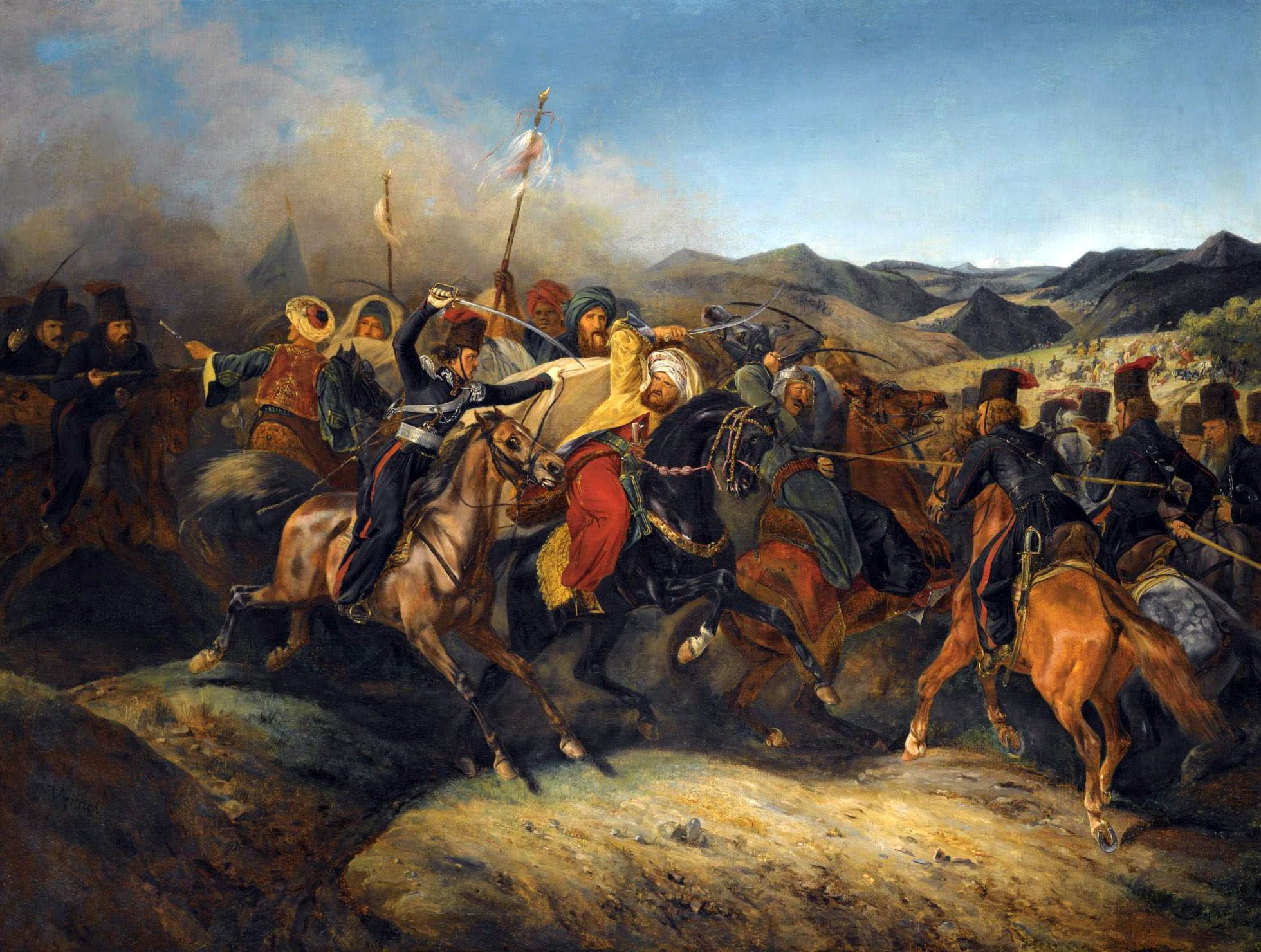
Орас Верне. Сражение русских с турками

Около этого же времени и визирь Решид Мехмед-паша открыл наступательные действия с целью возвратить Варну. После упорных боёв с частями генерала Л. О. Рота у Ески-Арнаутлара (ныне село Староселец) и Правод (Провадия) турки опять отошли к Шумле. В половине мая визирь с главными своими силами опять двинулся к Варне. Получив о том известие, Дибич, оставив одну часть своих войск у Силистрии, с другой направился в тыл визирю. Этот манёвр привёл к разгрому (30 мая) османской армии у деревни Кулевчи.

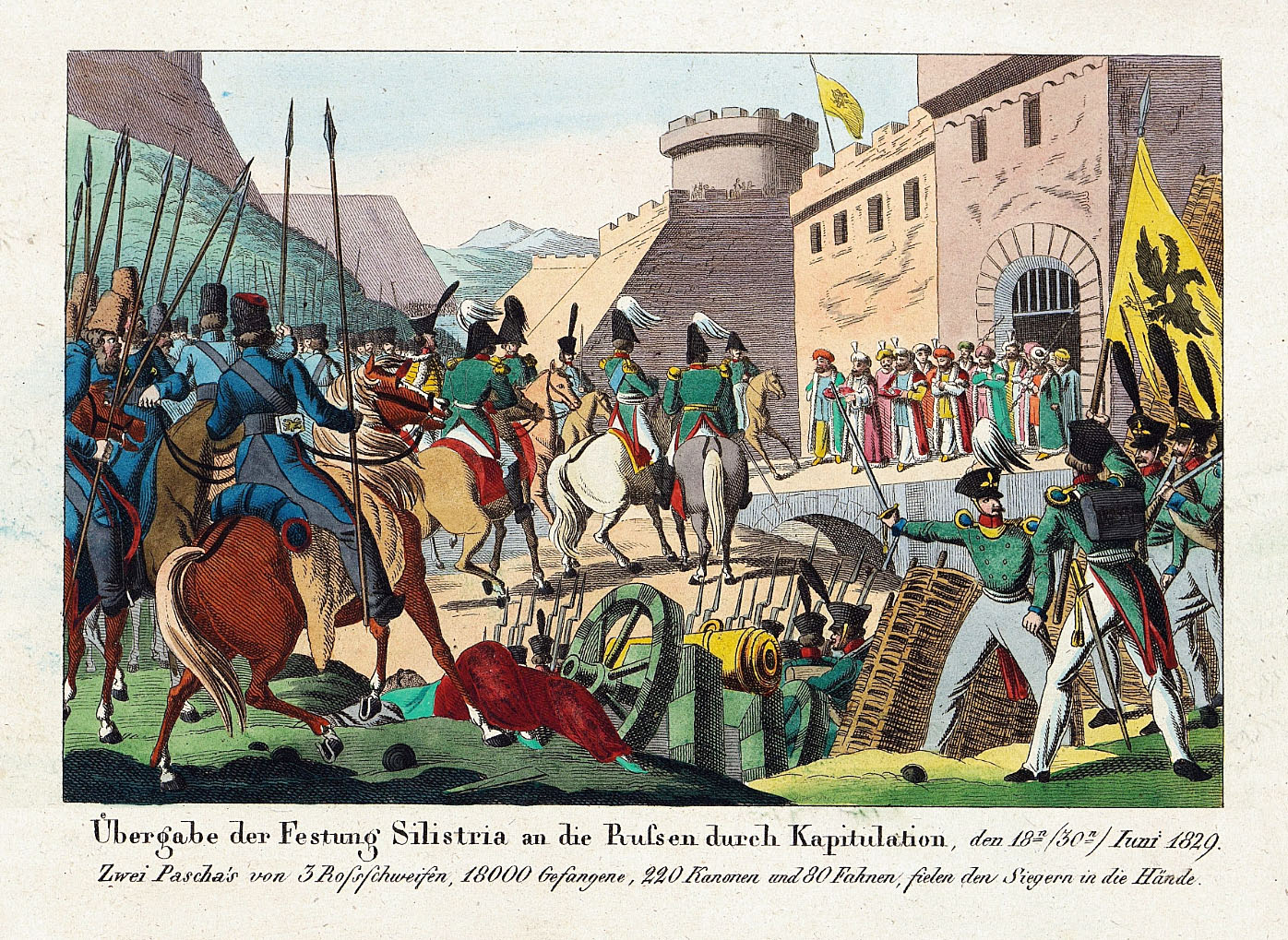
Взятие русскими войсками Силистрии

Хотя после столь решительной победы можно было рассчитывать на овладение Шумлой, однако, предпочтено было ограничиться лишь наблюдением за ней. Между тем осада Силистрии шла успешно, и 18 июня крепость эта сдалась. Вслед за тем 3-й корпус направлен был к Шумле, остальные русские войска, предназначенные для забалканского похода, начали скрытно стягиваться к Девно и Праводам.
Тем временем визирь, убеждённый, что Дибич будет осаждать Шумлу, собирал туда войска откуда лишь было возможно — даже из балканских проходов и из прибрежных пунктов на Чёрном море. Русская армия, между тем, наступала к реке Камчик (Камчия) и после победы в сражении при Дервиш-Джеване, так и при дальнейшем движении в горах 6-й и 7-й корпуса, около середины июля, перешли Балканский хребет, овладев попутно двумя крепостями, Месемврия и Ахиоло, и важной гаванью Бургас.
Успех этот, однако, омрачался сильным развитием болезней, от которых войска заметно таяли. Визирь узнал, наконец, куда направились главные силы русской армии и выслал подкрепление действовавшим против них пашам Абдурахману и Юсуфу; но уже было поздно: русские неудержимо шли вперёд; 13 июля занят был ими город Айтос, 14-го Карнобат, а 31-го Дибич атаковал сосредоточенный у города Сливен 20 тыс. турецкий корпус, разбил его и прервал сообщение Шумлы с Адрианополем.
Хотя у главнокомандующего оставалось теперь под рукой не более 25 тыс., но ввиду дружественного расположения местного населения и полной деморализации турецких войск он решился двинуться к Адрианополю, рассчитывая одним своим появлением во второй столице Оттоманской империи принудить султана к миру.

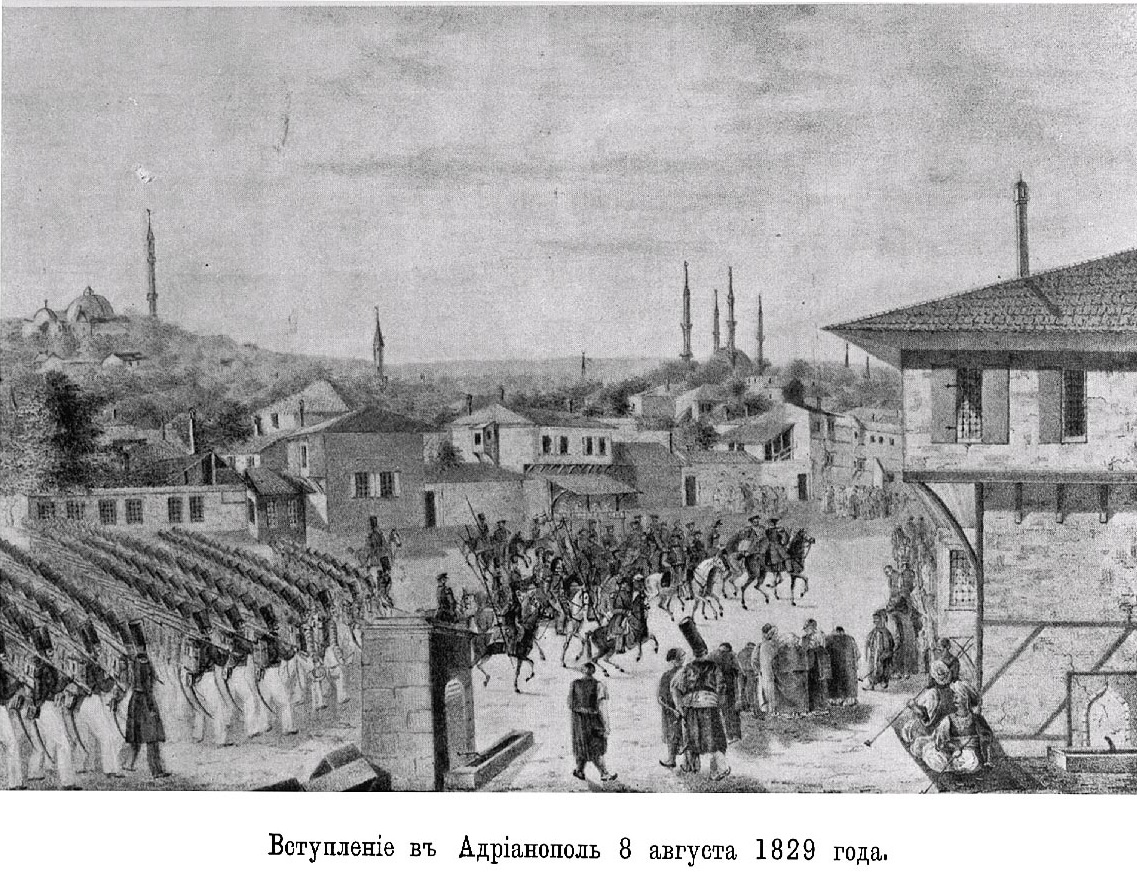
Вступление русских войск в Адрианополь

После усиленных переходов русская армия 7 августа подошла к Адрианополю, и неожиданность её прибытия так смутила начальника тамошнего гарнизона, что он предложил сдаться. На другой день часть русских войск была введена в город, где найдены большие запасы оружия и прочего.
Занятие Адрианополя и Эрзерума, тесная блокада проливов и внутренние неурядицы в Турции поколебали, наконец, упорство султана; в главную квартиру Дибича явились уполномоченные для переговоров о мире. Однако переговоры эти турками преднамеренно затягивались в расчёте на помощь Англии и Австрии; а между тем армия русская все более и более таяла, и опасность грозила ей со всех сторон. Затруднительность положения ещё возросла, когда скутарийский паша Мустафа, до тех пор уклонявшийся от участия в военных действиях, теперь повёл на театр войны 40-тысячное албанское войско.
В половине августа он занял Софию и выдвинул авангард к Филиппополю. Дибич, однако, не смутился затруднительностью своего положения: он объявил турецким уполномоченным, что на получение окончательных инструкций даёт им срок до 1 сентября, а если после того мир не будет заключён, то военные действия с русской стороны возобновятся. Для подкрепления этих требований несколько отрядов направлено к Константинополю и установлена была связь между ними и эскадрами Грейга и Гейдена.
Генерал-адъютанту Киселёву, командовавшему русскими войсками в княжествах, послано приказание: оставив часть своих сил для охранения Валахии, с остальными перейти Дунай и двинуться против Мустафы. Наступление русских отрядов к Константинополю возымело своё действие: встревоженный султан упросил прусского посланника отправиться в качестве посредника к Дибичу. Доводы его, поддержанные письмами других послов, побудили главнокомандующего остановить движение войск к турецкой столице. Затем уполномоченные Порты изъявили согласие на все предложенные им условия, и 2 сентября подписан был Адрианопольский мир.
Несмотря на то, Мустафа скутарийский продолжал своё наступление, и в начале сентября авангард его подошёл к Хаскиою, а оттуда двинулся к Демотике. Навстречу ему был послан 7-й корпус. Тем временем генерал-адъютант Киселёв, переправившись через Дунай у Рахова, пошёл к Габрову для действий во фланг албанцам, а отряд Гейсмара направлен через Орханиэ, чтобы угрожать тылу их. Разбив боковой отряд албанцев, Гейсмар в половине сентября занял Софию, а Мустафа, узнав о том, вернулся в Филиппополь. Здесь он оставался часть зимы, но после совершенного опустошения города и его окрестностей вернулся в Албанию. Отряды Киселёва и Гейсмара уже в конце сентября отошли к Враце, а в начале ноября последние войска русской главной армии выступили из Адрианополя.

### В Закавказье

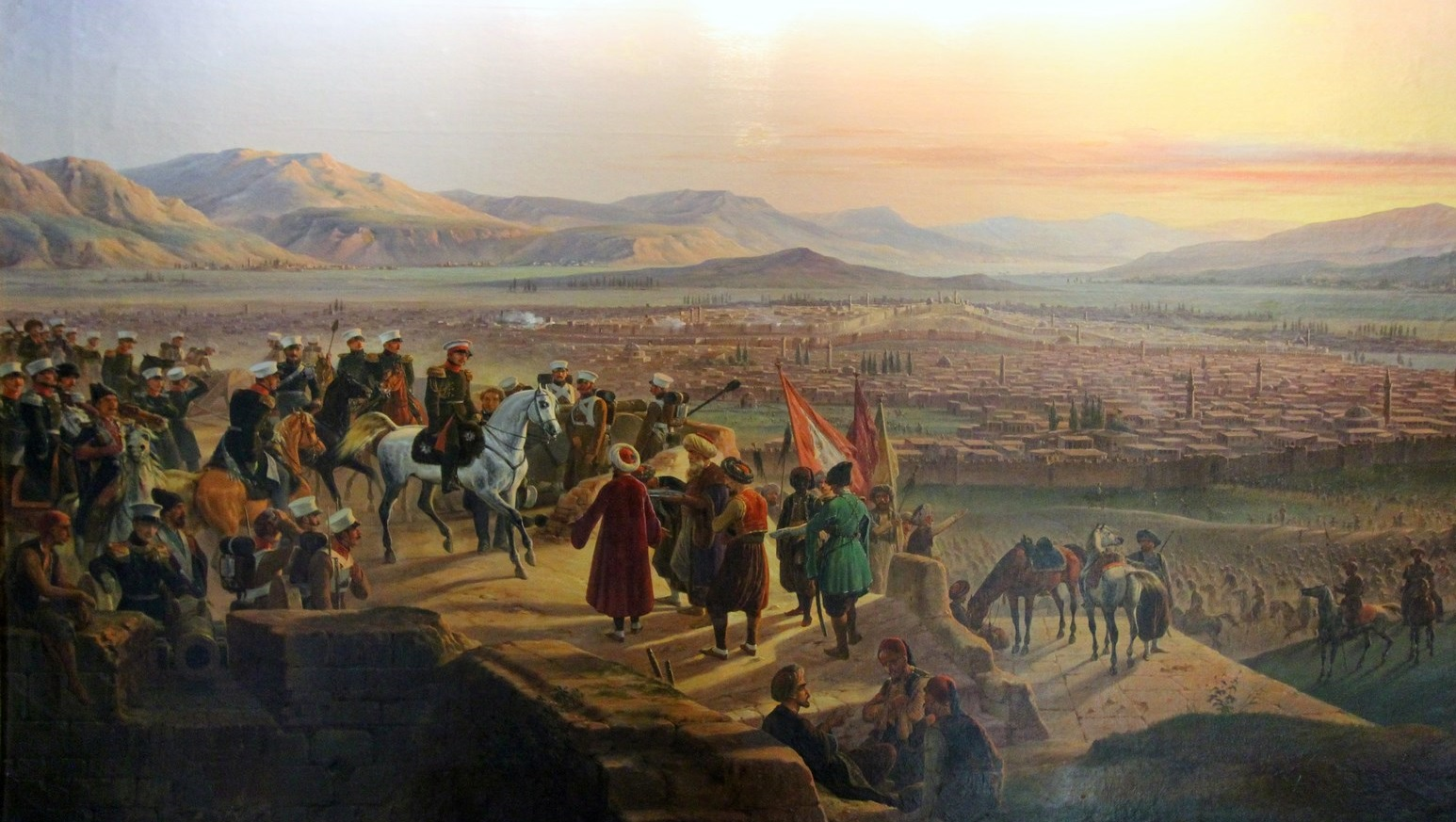
Капитуляция турецких войск в Эрзуруме

В течение всего периода затишья, турки пытались пополнить армию свежими силами. Наибольшее число солдат удалось набрать из высокогорья Аджарии, правителям которой, в случае своей победы, турки обещали отдать и всю область Ахалцихе. Среди курдов подобной поддержки Махмуда II не было, и турки смогли собрать минимальное количество рекрутов.

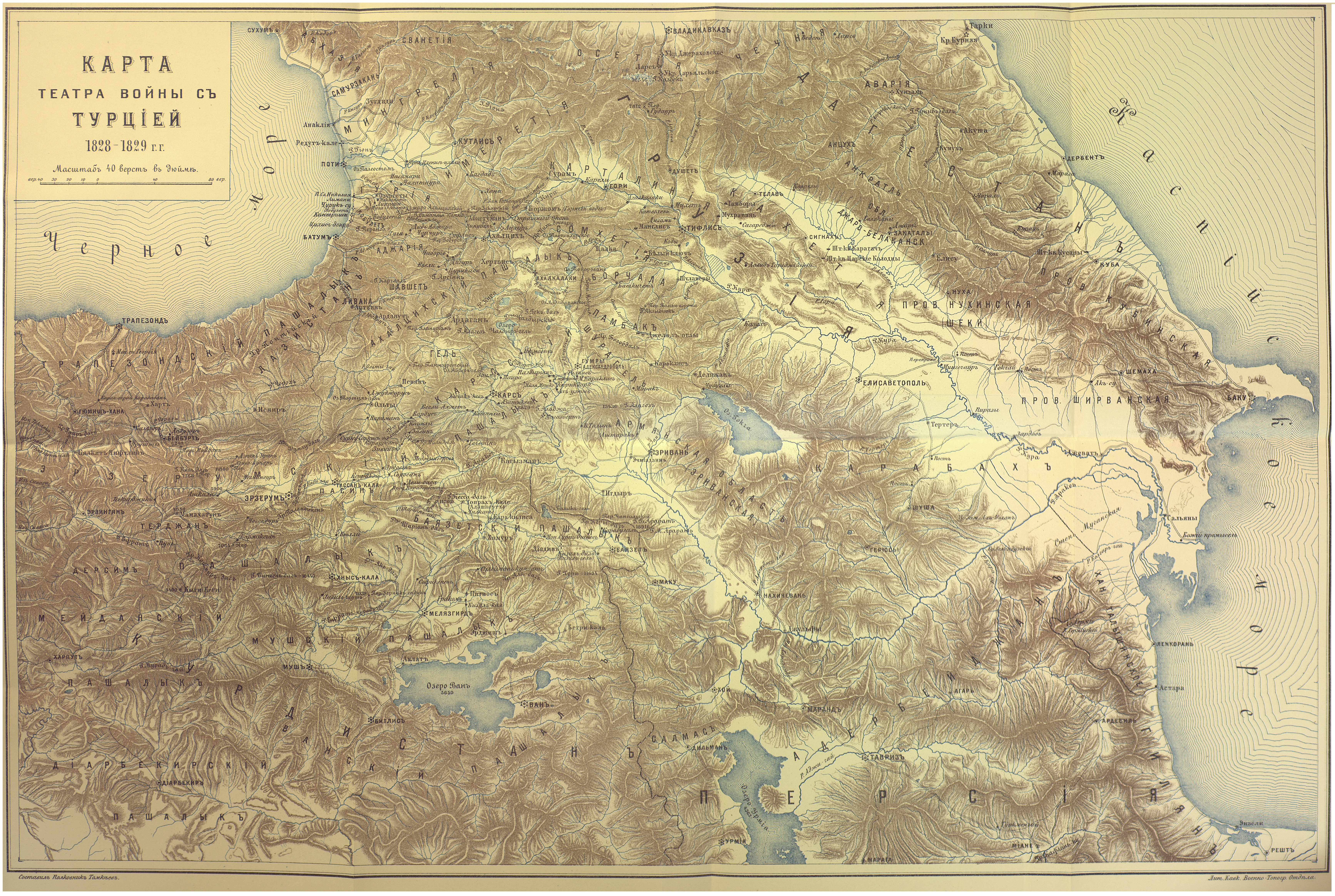
Карта войны с Турцией

План русского командования заключался в следующем: проведение совместно с силами Черноморского флота операции по нанесению одновременного удара по Трапезунду с дальнейшим выходом на Сивас. Основной же целью кампании, Паскевич видел в захвате Эрзерума и всего Армянского нагорья. Однако, для осуществления этих планов, были необходимы как человеческие, так материальные ресурсы и вооружение, а пополнение русской армии в начале года составило всего 20 000 человек.
Уже в феврале, турки, силами 12 000 лазов и акаров, а также 3000 турок, под командованием Ахмет-бея, предприняли наступательные действия, целью которых был захват Ахалцихе. Город защищало всего три батальона с четырьмя орудиями, весь гарнизон русской армии укрылся в стенах крепости. Под удар смешанной турецкой армии попали и мирные жители, в основном армяне: «Торжествующие лазы вырезали всех армян». После двух дней обороны, к русской армии подошло подкрепление в составе двух батальонов пехоты и полком казаков с шестью орудиями, которым удалось снять осаду. Ещё до подхода русского подкрепления к Ахалцихе, турецкие силы в количестве 7000 человек, начали наступление из Батума, однако были разгромлены силами генерала Гессе в районе Кобулети с захватом последнего.
В конце апреля, Салих-паша неудачно атаковал силы русской армии в районе Дигура (совр. Пософ), однако это не помешало ему продолжить свои наступательные операции. Он смог сосредоточить значительные (в том числе нерегулярные) силы под турецкими знамёнами в количестве около 50 000 человек в между Эрзерумом и Соганлугским хребтом, и чтобы поддержать лазов, перешёл силами корпуса Кягьи-паши в наступление из Аджарии по направлению к Ардагану и Ахалцыху, в которых не осталось русских гарнизонов. Передовые отряды Кавказского корпуса под командованием генералов Бурцева и Муравьева выдвинулись против наступавших турок и начали ожесточённое сражение в районе Дигура: турецкие войска Кягьи-паши были разбиты; более 8000 человек дезертировало.
Главной целью турок оставался Карс, и русское командование понимало это. В районе крепости Паскевич сосредоточил силы в составе 18 батальонов пехоты, 12 казачьих полков и конных горцев с 70 орудиями (всего около 18 000 человек). Турки на этом направлении имели около 50 000 человек регулярных и нерегулярных войск.
К середине июня передовые силы турок занимали следующие позиции:
- около 20 000 человек регулярных и нерегулярных войск с 24 орудиями во главе с Хакки-паши укрепились на перевале Мелидуз, близ Саганлугской горы;
- около 2000 человек под командованием Осман-паши контролировали тропу, шедшую из Еникёя в Зивин[нем.];
- соединения под командованием Хакки-паши в количестве 20 000 человек с 20 орудиями обосновались в самом Зивине.

Паскевич располагал достаточно точными разведданными о позиции противника и планировал действовать мобильно, внезапно и одновременно по нескольким направлениям:
- отряд Бурцева в количестве 2000 человек должен был атаковать войска Хакки-паши в Мелидузе;
- отряд Муравьева в количестве 5000 человек и кавалерией должен был продвигаться вперёд по направлению к Еникёю и Караургану;
- третье направление — продвижение основных русских частей во главе с Паскевичем по основной дороге, соединяющей Сарыкамыш и Еникёй (дорога проходила между перевалом Мелидуз и Саганлугскими горами).

Штаб Кавказской армии также получал информацию, что отряды Салих-паши и Хакки-паши не имеют прямой связи между собой, так как их позиции разделяет глубокое ущелье Хани-чай.
Первые боестолкновения произошли утром 14 июня в районе Мелидуза, в них участвовали соединения Кавказской армии во главе с генералом Бурцевым. На следующий день, передовые отряды русских войск во главе с генералом Муравьёвым, нанесли тяжёлое поражение туркам в районе Бардиза. К 16 июня русская армия, потеснив турецкие части, сосредоточилась на плато, расположенном к северо-западу от Саганлугских гор.
По полученным разведданным, Паскевичу стало известно о сосредоточении турок в районе Зивина, и он принял решение изменить первоначальный план, и ударить по ещё несформированной группировке войск противника следующим образом:
- одна колонна во главе с Муравьёвым (4 батальона пехоты, 1 казачий полк, мусульманский полк при 20 орудиях) должна была двигаться к Зивину через Караурган;
- отряду Панкратьева (7 батальонов пехоты, 3 драгунских и казачьих полка при 24 орудиях) ставилась задача перерезать возможные пути отступления в Караурган отряду Хакки-паши;
- войскам Бурцева (3 батальона пехоты, 1 казачий полк и 1 мусульманский полк) необходимо было как можно дольше удерживать силы турок у Мелидуза, для недопущения их переброски к Зивину на помощь другим частям.

18 июня произошли столкновения отряда Муравьёва с передовыми частями турецкой кавалерии севернее Караургана, а отряд под командованием Паскевича и Панкратьева, в тот же момент, вошёл в Караурган с востока. Одновременно с этим, кавалерийские соединения турок ударили по частям Бурцева в районе Мелидуза, но были отброшены назад, в том числе и благодаря своевременной поддержке отряда Панкратьева. Продолжив наступательные действия, части русской армии овладели Зивином и прилегающими высотами, вынудив турок отступать к Эрзеруму по Пасинской долине. В руки Паскевича попало огромное количество артиллерии, боеприпасов и различного снаряжения турецкой армии.
Русское командование начало сосредотачивать силы для удара по остаткам армии Хакки-паши западнее Зивина. Основная ударная группировка Кавказской армии насчитывала 9000 человек пехоты, 5 000 кавалеристов при 56 орудиях: левый фланг прикрывался отрядами Бурцева и Панкратова; в центре, на основной тропе, связывающей Караурган с Мелидузом, находился отряд Паскевича; правый фланг прикрывался силами Муравьёва на тропе Зивин-Мелидуз; а на крайне правом фланге Паскевич расположил кавалерийские отряды. К вечеру того же дня, 20 июня, русская армия нанесла серьёзное поражение частям турецкой армии и захватила более 1 500 человек пленными и 20 полевых орудий. Турки были деморализованы и начали беспорядочное отступление.
23 июня турки были вынуждены оставить крепость Гасан-Кала, а на следующий день Кавказская армия взяла Эрзерум с его огромными продовольственными и военными запасами. Также, в результате этих двух сражений, русской армии досталось 30 полевых и 150 крепостных орудий турок.
Многочисленное коренное армянское население, проживающее в восточных вилайетах, восприняло русскую победу как свою собственную.
Современные историки отмечают также талант и планомерную политику Паскевича находить компромиссные решения, примирять и подчинять себе различные мусульманские народы, проживающие в Восточной Анатолии, что сильно облегчало действия его армии.
К 6 июня паша Вана, силами в несколько тысяч человек курдской кавалерии с 6 орудиями и отрядами низамов, смог взять в окружение небольшой гарнизон русской армии в Баязете. После продолжительных боёв, подкрепления, отправленные Паскевичем, смогли временно снять осаду и обратить турок к бегству, но позднее, туркам удалось вновь осадить русский гарнизон.
Между тем, пока ванский паша осаждал Баязет, главный русский корпус Паскевича 19 июня разгромил сераскира Гаджи-Салеха под Каинлами, 20 июня нанёс сокрушительное поражение Хакки-паше под Милле-Дюзе, а 27 июня русскими войсками окончательно был взят Эрзерум. Получив известие о падении последнего, ванский паша тут же снял осаду с Баязета и, бросив свой лагерь со всем имуществом, 1 июля двинулся в сторону Вана для защиты своего пашалыка. Через 2 дня Баязетский санджак был полностью покинут неприятелем, а казаки заняли свои прежние пикеты.
В первых числах июля, после 130-километрового марша, силами русской армии под руководством Бурцева, был взят древний армянский город Байбурт, имеющий важное стратегическое значение и открывающий прямой путь на Трапезунд, который Паскевич планировал сделать главной морской базой для дальнейших военных действий. Позднее, части кавказской армии потерпели поражение к северу от Байбурта в боестолкновениях с отрядами лазов, а сам Бурцев погиб. Им на помощь, Паскевич срочным образом отправил силы в количестве около 6 000 человек, а основные удары по нерегулярным (отряд лазов) и регулярным частям турецкой армии во главе с Осман-паши он нанес в районе Харта и Балахора. В результате дальнейшего наступления, русская армия заняла Гюмюшхане.
В начале сентября отряд генерала Хессе в количестве 25 000 солдат при 70 орудиях и 3000 гурийцев, начал операцию по овладению Батумом. Однако турки оказались готовы к наступательный действиям русских и смогли удержать свои позиции на высотах Цихи-Дзири. Завершающим сражением войны на Кавказском театре стал разгром Паскевичем отряда Паши Вана по близости от Байбурта.
В ходе военных действий, Русской армии удалось подчинить себе часть территории Западной Армении (регионы Карс, Ардаган, Баязет и Эрзерум).

## Позиция Австрии
Перед началом войны австрийские войска под предлогом манёвров были сосредоточены в Трансильвании. Российское командование опасалось, что эти манёвры закончатся вторжением в Валахию. Поэтому для обеспечения тыла русской Дунайской армии потребовалось сформировать в Царстве Польском обсервационную армию под командованием великого князя Константина Павловича в составе польских войск, 2-х пехотных армейских корпусов, гвардейской пехоты, 2-х сводных и 2-х резервных кавалерийских корпусов.
Однако Пруссия и Франция категорически отказались поддержать Австрию. Французский король Карл X заявил своему послу в Лондоне князю Ж.-О.-А.-М де Полиньяку, что объявит Австрии войну в случае её нападения на Россию.

## Итоги войны
| Воюющие государства и страны | Население (на 1828 год) | Мобилизовано солдат | Убито солдат | Солдаты, умершие от ран | Раненые солдаты |
| ---------------------------- | ----------------------- | ------------------- | ------------ | ----------------------- | --------------- |
| Российская империя           | 55 883 800              | 200 000             | 10 000       | 5000                    | 10 000          |
| Османская империя            | 25 664 000              | 280 000             | 15 000       | 5000                    | 15 000          |
| Всего                        | 81 883 800              | 480 000             | 25 000       | 10 000                  | 25 000          |
|                              |                         |                     |              |                         |                 |

2 (14) сентября 1829 года между двумя сторонами был подписан Адрианопольский мир:
- К России перешла бо́льшая часть восточного побережья Чёрного моря (включая города Анапа, Суджук-кале, Сухум, важнейший порт Поти) и дельта Дуная[29].
- Османская империя признавала переход к России Картли-Кахетинского царства, Имеретии, Мингрелии, Гурии, а также части Восточной Армении (Эриванского и Нахичеванского ханств), переданных Персией по Туркманчайскому мирному договору[35][36][37].| Внешние изображения | Внешние изображения                                                                             |
| ------------------- | ----------------------------------------------------------------------------------------------- |
|                     | Территориальные изменения по Адриапольскому мирному договору, подписанному 2 сентября 1829 года |
- Османская империя подтверждала принятые по Аккерманской конвенции 1826 года обязательства по соблюдению автономии Сербии.
- Молдове и Валахии предоставлялись автономии, и на время проведения реформ в Дунайских княжествах оставались русские войска.
- Османская империя отказывалась от любых притязаний на Черкесию[29].
- Османская империя согласилась также с условиями Лондонского договора 1827 года о предоставлении автономии Греции.
- Османская империя обязывалась в течение 18 месяцев уплатить России контрибуцию в размере 1,5 млн голландских червонцев.

Положения Адрианопольского мира уже в 1833 году после Босфорской экспедиции были скорректированы Ункяр-Искелесийским договором.

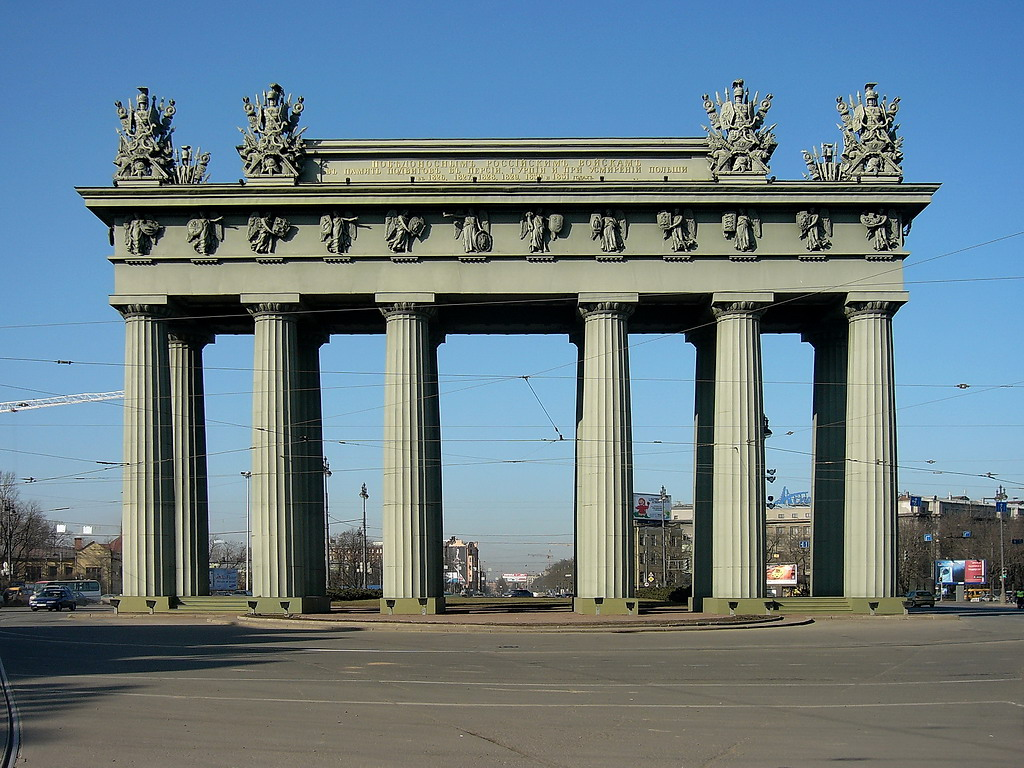
Московские триумфальные ворота

## Память о войне
В честь победоносного окончания войны, в Санкт-Петербурге, у Московской заставы, в 1834—1838 годах, по проекту архитектора В. П. Стасова, были сооружены Московские триумфальные ворота.
По традиции на воротах была помещена посвятительная надпись, составленная императором Николаем I: «Победоносным Российским войскам, в память подвигов в Персии, Турции и при усмирении Польши в 1826, 1827, 1828, 1829, 1830, 1831 годах».